# Binnbach (Schafbach)
Der Binnbach ist ein gut eineinhalb Kilometer langer linker und nordöstlicher  Zufluss des Schafbaches im Westerwald.

## Geographie

### Verlauf

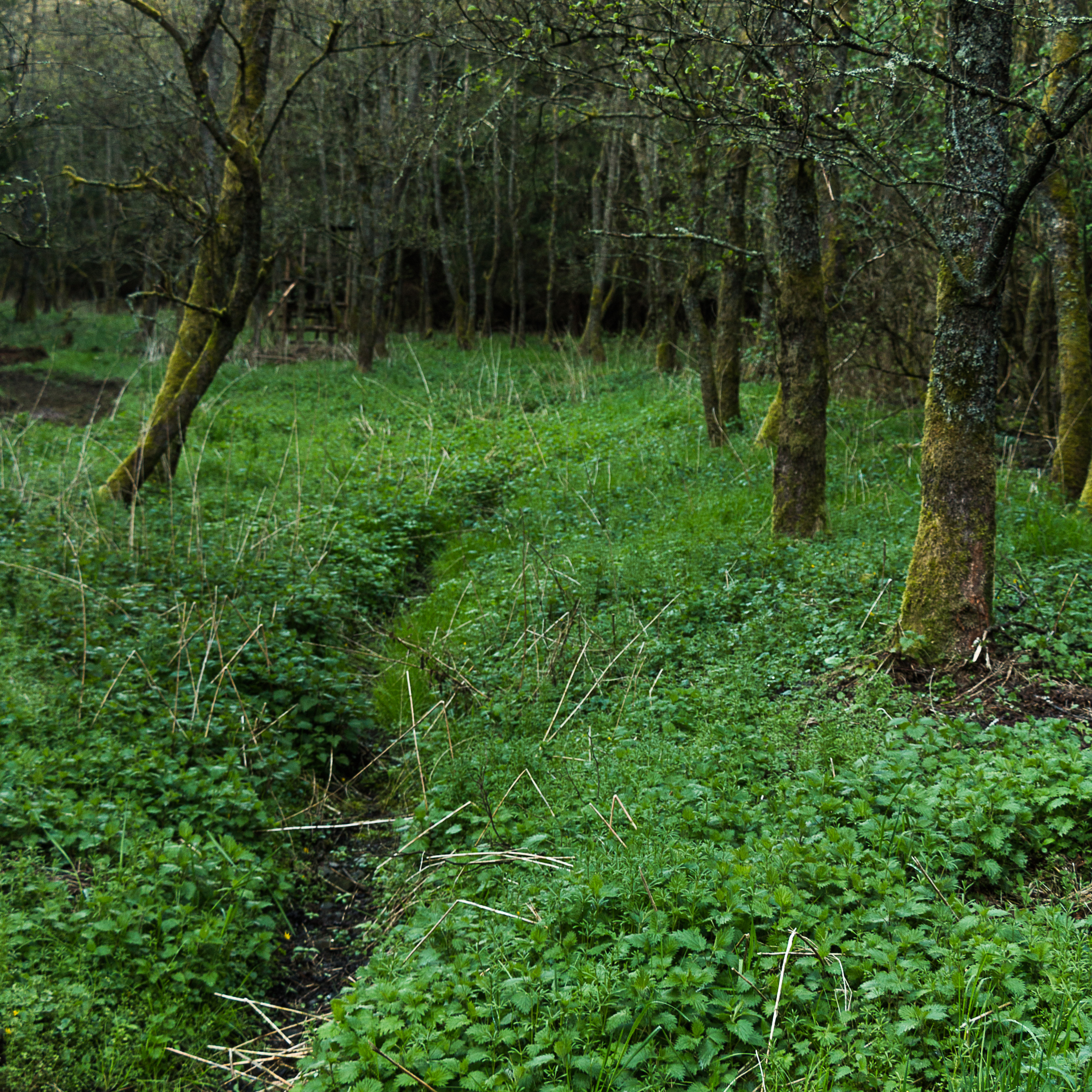
Die Ufer des ausgetrockneten Bachs im Frühjahr 2014

Der Binnbach entspringt südlich von Höhn-Oellingen. 
Er fließt zunächst südwestlich durch eine Wiesenlandschaft. Nach etwa 600 Metern erreicht er einen Wald, wechselt dort seine Richtung nach Süden und fließt in dieser Richtung etwa 500 Meter durch den Wald. Hier wird er von einem kleinen Zufluss verstärkt. 
Der Binnbach wendet sich nun wieder nach Südwesten und mündet schließlich nach etwa einen halben Kilometer in den Schafbach.

### Flusssystem Elbbach
- Fließgewässer im Flusssystem Elbbach